# Сьвебодзін (Тарновський повіт)
Сьвебодзін (пол. Świebodzin) — село в Польщі, у гміні Плесьна Тарновського повіту Малопольського воєводства.
Населення — 1020 осіб (2011).
У 1975—1998 роках село належало до Тарновського воєводства.

## Демографія
Демографічна структура станом на 31 березня 2011 року:
|          | Загалом | Допрацездатний вік | Працездатний вік | Постпрацездатний вік |
| -------- | ------- | ------------------ | ---------------- | -------------------- |
| Чоловіки | 490     | 147                | 285              | 58                   |
| Жінки    | 530     | 121                | 303              | 106                  |
| Разом    | 1020    | 268                | 588              | 164                  |